# Palnik Bunsena

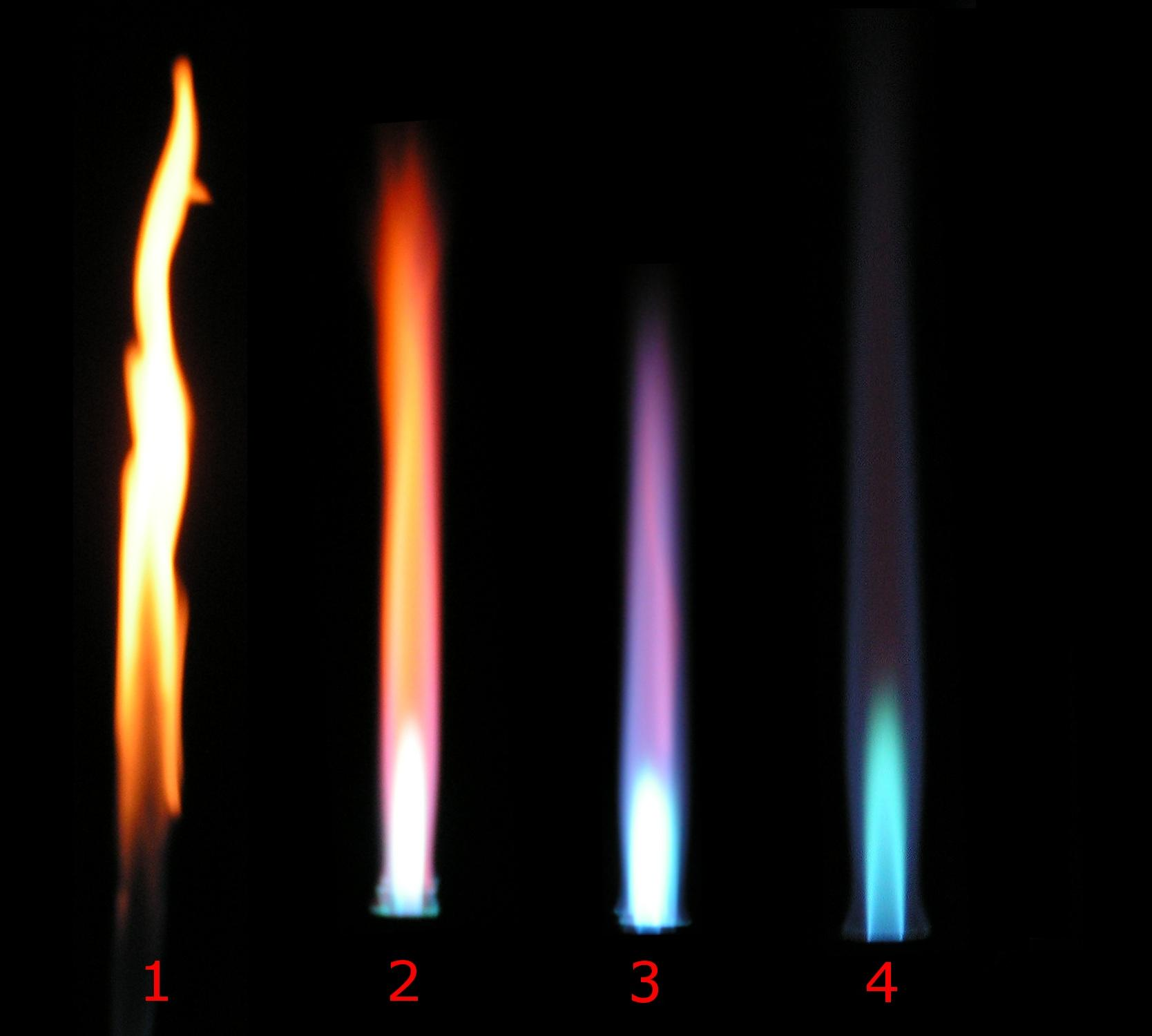
Różne kolory i kształty płomienia palnika Bunsena w zależności od ilości powietrza doprowadzonego do dyszy.
1 brak powietrza
2 niewiele powietrza
3 dużo powietrza
4 dopływ maksymalny

Schemat budowy palnika.

Palnik Bunsena – rodzaj palnika laboratoryjnego, w którym mieszanie powietrza atmosferycznego z gazem następuje w dyszy. Powietrze jest w tym palniku zassane przez otwory w dolnej, "zimnej" części dyszy, z wykorzystaniem efektu kominowego i prawa Bernoulliego.
Wynalezienie tego palnika przypisuje się Robertowi Bunsenowi, w którego laboratorium zaczęto stosować ten rodzaj palnika ok. 1850 roku.

## Konstrukcja
Palnik ten składa się zwykle z podstawki, w którą jest wmontowany wlot gazu oraz dyszy, w formie prostej, pionowej rury, która od dołu posiada otwory, przez które zasysane jest powietrze. Otwory te można zamykać i otwierać dzięki małemu, ruchomemu pierścieniowi zamocowanemu na dyszy, co umożliwia regulację szybkości zasysania powietrza i co za tym idzie temperaturę płomienia. Niektóre palniki posiadają też dodatkowo zawór gazu umożliwiający regulację szybkości jego przepływu, co umożliwia uzyskiwanie płomienia o różnej wysokości.
Palnik Bunsena zapala się przy zamkniętych otworach, które stopniowo się otwiera po rozgrzaniu palnika. Próby zapalenia palnika przy otwartych otworach kończą się zwykle niepowodzeniem, gdyż płomień w nierozgrzanym palniku jest "zdmuchiwany" przez pęd powietrza. W starszych typach palników Bunsena należało przed zgaszeniem palnika ponownie zakręcić otwory, gdyż miały one tendencję do "wciągania" płomienia do środka palnika, powodując silne rozgrzanie palnika, co groziło jego zniszczeniem, poparzeniem i pożarem wskutek zapalenia się węża doprowadzającego gaz. Współczesne palniki Bunsena mają wewnątrz dyszy system "przeszkód" (zwykle w postaci metalowych siatek), które zmniejszają ryzyko wciągnięcia płomienia do środka dyszy.
Palniki Bunsena są wykorzystywane również w budownictwie do lutowania rur miedzianych.